# Monumentos a los presidentes de los Estados Unidos

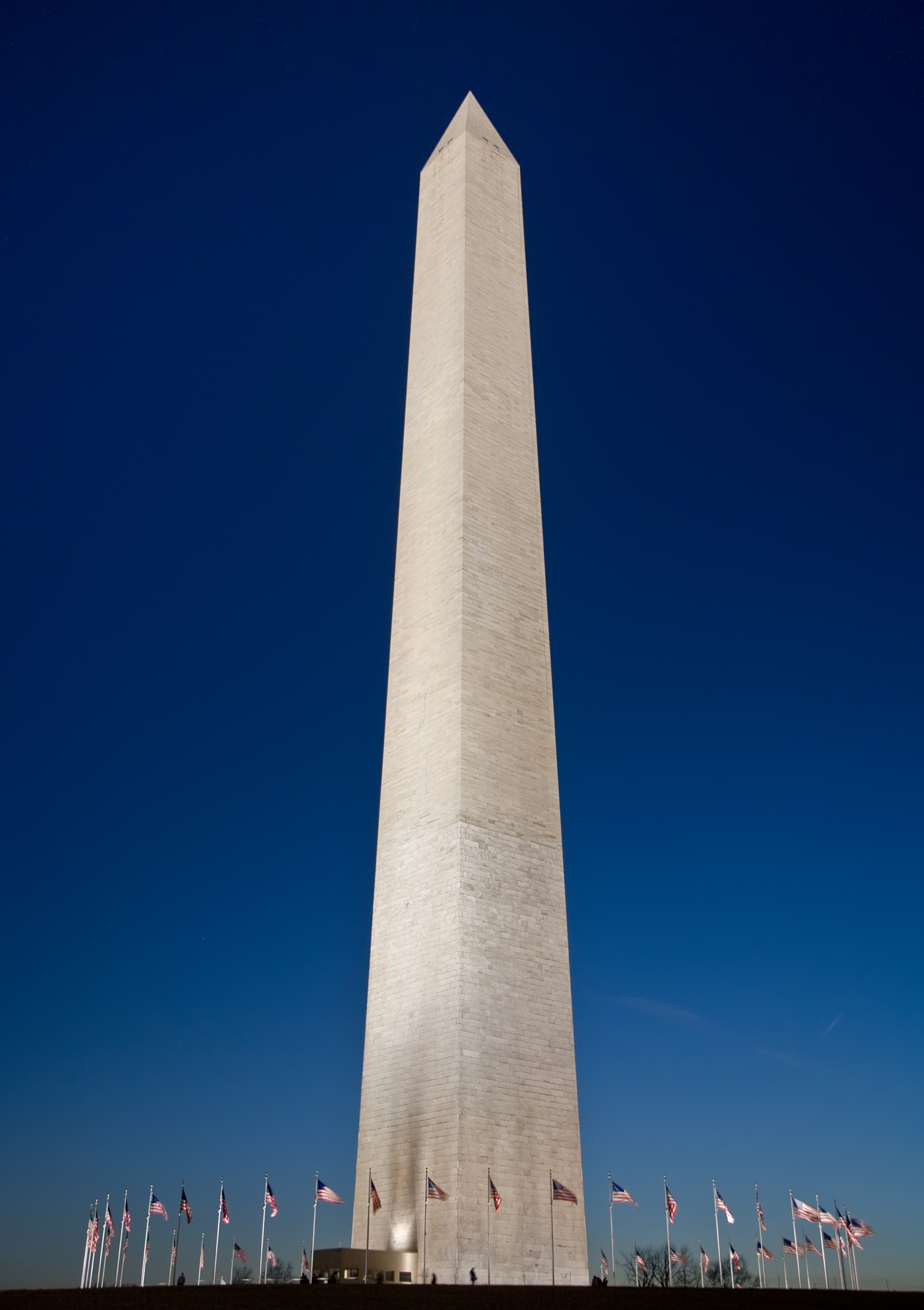
El Monumento a Washington en Washington D. C.

Los monumentos a los presidentes de los Estados Unidos se crean para honrar y perdurar el legado de los presidentes de Estados Unidos.

## Elementos vivientes y físicos
Un monumento conmemorativo presidencial puede tener elementos físicos que consisten en monumentos o estatuas en el monumento. Su presencia consiste en una estructura física que es un recuerdo permanente del presidente al que representa. La mayoría de los monumentos presidenciales que más se conocen, como los dedicados a Washington, a Lincoln y a Jefferson, tienen elementos físicos.
También hay monumentos presidenciales oficiales que tienen elementos vivientes sin presencia física. Un ejemplo de un monumento presidencial de este tipo es el Centro Internacional Woodrow Wilson para becarios. Se encuentra en Washington D. C., pero el Centro no tiene presencia física pública. Opera apoyando becas ligadas a asuntos de importancia actual para unir al mundo de las ideas con el mundo de la política. De esta forma el monumento viviente perpetua el legado del presidente Woodrow Wilson unido de forma cercana a las relaciones internacionales.
De la misma forma, la beca Truman honra a los estudiantes universitarios estadounidenses que se dedican al servicio público y al liderato político, y así se puede considerar como un monumento con elementos vivientes. De hecho, la Beca Truman es el único monumento federal permitido que honra al presidente Harry S. Truman.
Estos honores también se pueden conseguir a través de la creación de un instituto de política, como el Instituto Eisenhower cuya misión es avanzar en el legado intelectual y liderazgo de Eisenhower a través de la investigación, educación pública y recomendaciones políticas.
El Centro John F. Kennedy para las Artes Escénicas es un ejemplo de un monumento presidencial oficial que tiene tanto un elemento físico (un gran edificio en Washington D. C.) así como un elemento viviente (una serie de actuaciones teatrales), presentes en el nombre del expresidente.

## Monumentos de los Estados Unidos
- Monumento a Lincoln
- Sitio Histórico Nacional del nacimiento de Abraham Lincoln
- Biblioteca y Museo Presidencial de Abraham Lincoln
- Sitio Histórico Nacional Casa de Lincoln
- Sitio Histórico Nacional Teatro Ford
- Tumba de Lincoln
- Monte Rushmore
- Tumba de Grant
- Monumento a James A. Garfield
- Llama Eterna de John F. Kennedy
- Sitio Histórico Nacional James A. Garfield
- Isla Theodore Roosevelt
- Centro Internacional Woodrow Wilson para becarios
- Torre Hoover
- Monumento a Franklin Delano Roosevelt
- Beca Truman
- Centro John F. Kennedy para las Artes Escénicas
- Monumento a Jefferson

## Monumentos presidenciales planeados
- El Monumento a Dwight D. Eisenhower está siendo planeado en Washington D. C..
- Un Monumento a Franklin Delano Roosevelt fuera de Washington D. C. está planeado en la Isla Roosevelt en Nueva York.
- El Monumento a John Adams está planeado en Washington D. C..